# Bruno Detterle
Bruno Detterle OCist, Taufname Anton; (* 28. Januar 1759 in Aspach (Innkreis); † 13. Juni 1832 in Wilhering) war ein österreichischer Zisterzienser. Von 1801 bis 1832 amtierte er als Abt des Klosters Wilhering.

## Leben
Bruno Detterle war das vierte Kind des Schulmeisters und Organisten Anton Detterle († 19. Dezember 1801) und dessen erster Ehefrau Maria Schäll († 1781) aus Aspach. Nachdem er das Akademische Gymnasium Salzburg besucht hatte, trat er 1780 in das Stift Wilhering ein und begann ein Studium der Theologie in Wien. Nach der Profess (1783) und Priesterweihe (1789) wurde er 1794 Regens Chori, 1798 Prior sowie am 31. März 1801 Administrator des Klosters. Nach dem Tod von Abt Johann (V.) Baptist Hinterhölzl am 30. Mai 1801 wurde Bruno Detterle am 15. September 1801 nach Wahl zum neuen Abt gewählt, die Benediktion erfolgte einen Tag später. Bereits nach wenigen Jahren litt das Kloster mehrere Male unter einfallenden Truppen der napoleonischen Kriege, in deren Folge es zu Missernten kam und das Kloster wirtschaftlich in Bedrängnis gebracht wurde. 1809 ließ er das Jägerhaus am Kürnberg notdürftig instand setzen, nachdem es zuvor von den in Leonding einquartierten Franzosen niedergebrannt worden war. Als die wirtschaftlichen Belange des Klosters zunehmend in Schieflage gerieten, übergab er im Mai 1832 die Kontrolle darüber an jüngere Mitglieder des Konvents. Am 13. Juni 1832 starb Bruno Detterle, seine letzte Ruhestätte fand er auf dem stiftseigenen Friedhof. Sein Nachfolger wurde Johann Baptist Schober.

## Sonstiges
Bruno Detterles älterer Bruder, Ausanius Detterle (* 22. August 1755 in Aspach; 20. Februar 1829 in Raitenhaslach), war von 1801 bis 1803 der letzte Abt des Klosters Raitenhaslach.